# Elizaphan Ntakirutimana
Elizaphan Ntakirutimana, född 1924 i Kibuye, Rwanda, död den 22 januari 2007 i Arusha, Tanzania, var en pastor i Sjundedagsadventisterna i Rwanda och den förste prästen som dömdes för delaktighet i folkmordet i Rwanda.